# 티파자주

티파자주

티파자주(아랍어: ولاية تيبازة) 또는 티파사주는 알제리 북부 연안에 위치한 주로, 주도는 티파자(티파사)이며 면적은 2,166km2, 인구는 617,661명(2008년 기준)이다.